# Eisenstadt
Eisenstadt (en hongrois Kismarton, en croate Željezno) est la capitale du Land autrichien de Burgenland. C'est une Statutarstadt (ville à statut) du Burgenland.

## Histoire
L'histoire de la ville, en Hongrie royale, est liée à celle de la famille noble hongroise des Esterházy qui l'ont reçue, en même temps que le titre de duc, de l'empereur d'Autriche et roi de Hongrie Ferdinand II de Habsbourg pour les remercier de leur loyauté, en 1622. Les Esterházy y établirent un de leurs principaux lieux de résidence en y construisant le palais qui est aujourd'hui considéré comme l'un des plus beaux édifices baroques d'Autriche.
À la suite de l'incorporation du Burgenland à l'Autriche, en 1921, mais du souhait des habitants de la ville de Sopron de rester hongrois, Eisenstadt devient ville autrichienne, puis capitale de la province en 1925.

## Monuments et musées

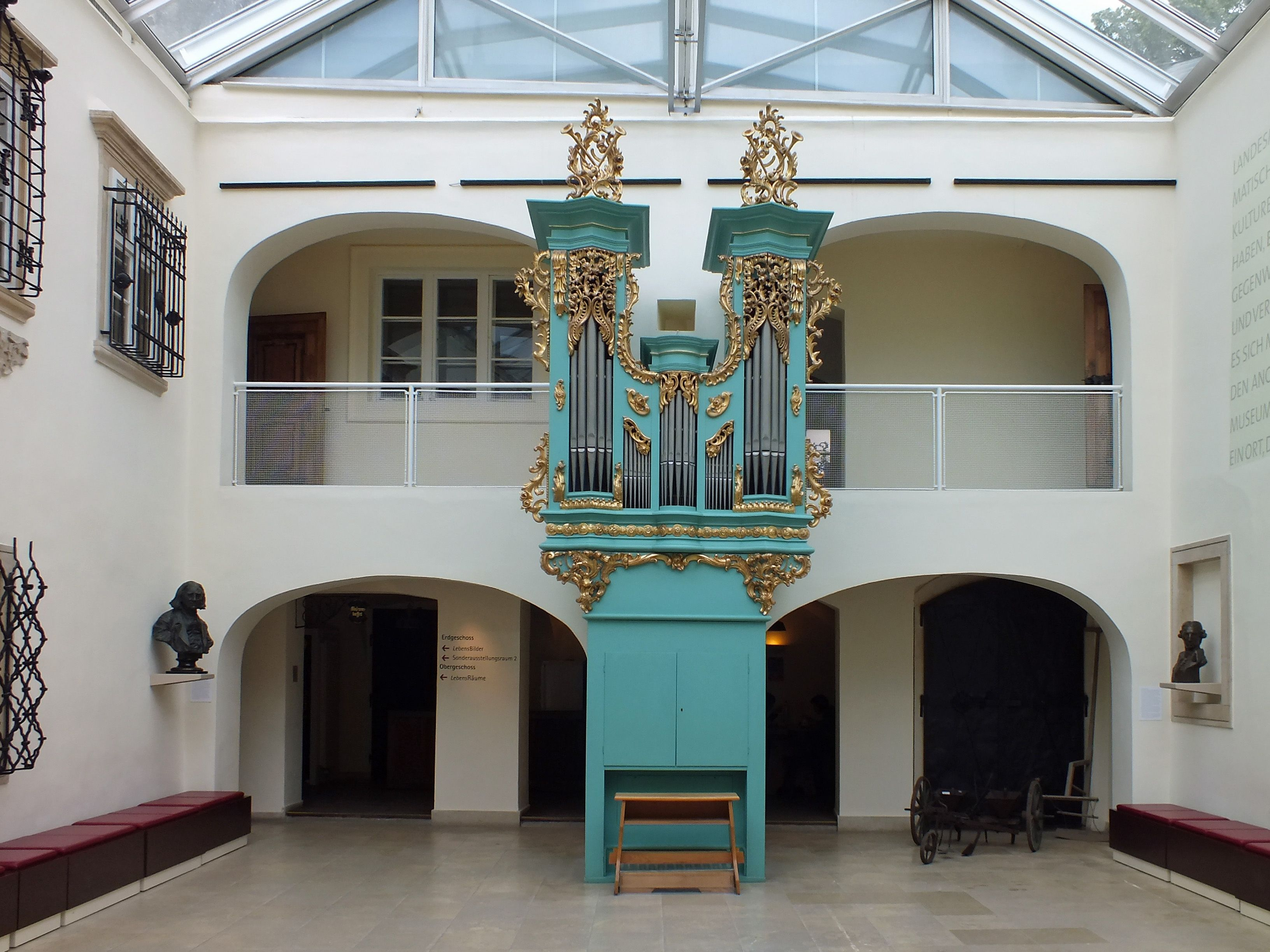
Orgue de Haydn au Landesmuseum Burgenland.

La présence de la tombe du compositeur Joseph Haydn dans la Bergkirche, également appelée Haydnkirche, est également en lien avec les Esterházy, pour lesquels il travailla en tant que maître de chapelle. Cette église est également connue pour être adossée au « Mont du Calvaire » (Kalvarienberg en allemand) : chemin de croix du XVIIIe siècle sur une colline artificielle.
Trois musées sont notamment consacrés à la musique :
- Musée du Land du Burgenland (de)
- Musée de Joseph Haydn
- Musée de Franz Liszt

En outre, le Musée juif d'Eisenstadt présente l'histoire des Juifs en Autriche.

## Économie
L'économie de la ville, principal marché viticole de la région, est sous l'influence d'une part de la proximité de la frontière hongroise et d'autre part de Vienne, principal débouché.

## Quartiers et communes cadastrales
- Eisenstadt,
- Eisenstadt-Oberberg,
- Eisenstadt-Unterberg,
- Kleinhöflein,
- St. Georgen.

## Galerie de photos

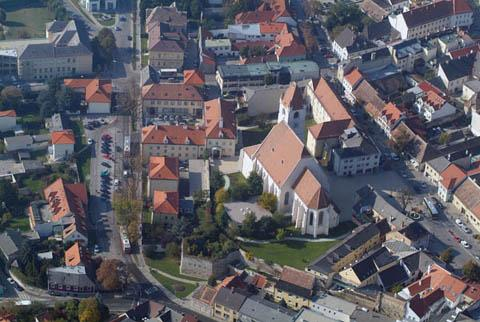
Vue aérienne d'Eisenstadt.
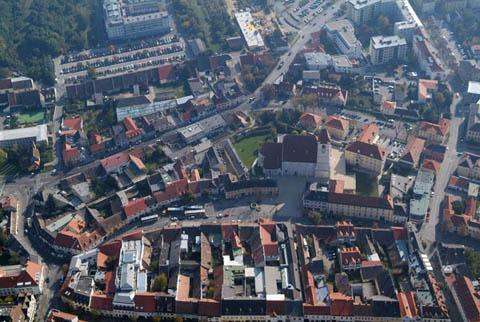
Vue aérienne.
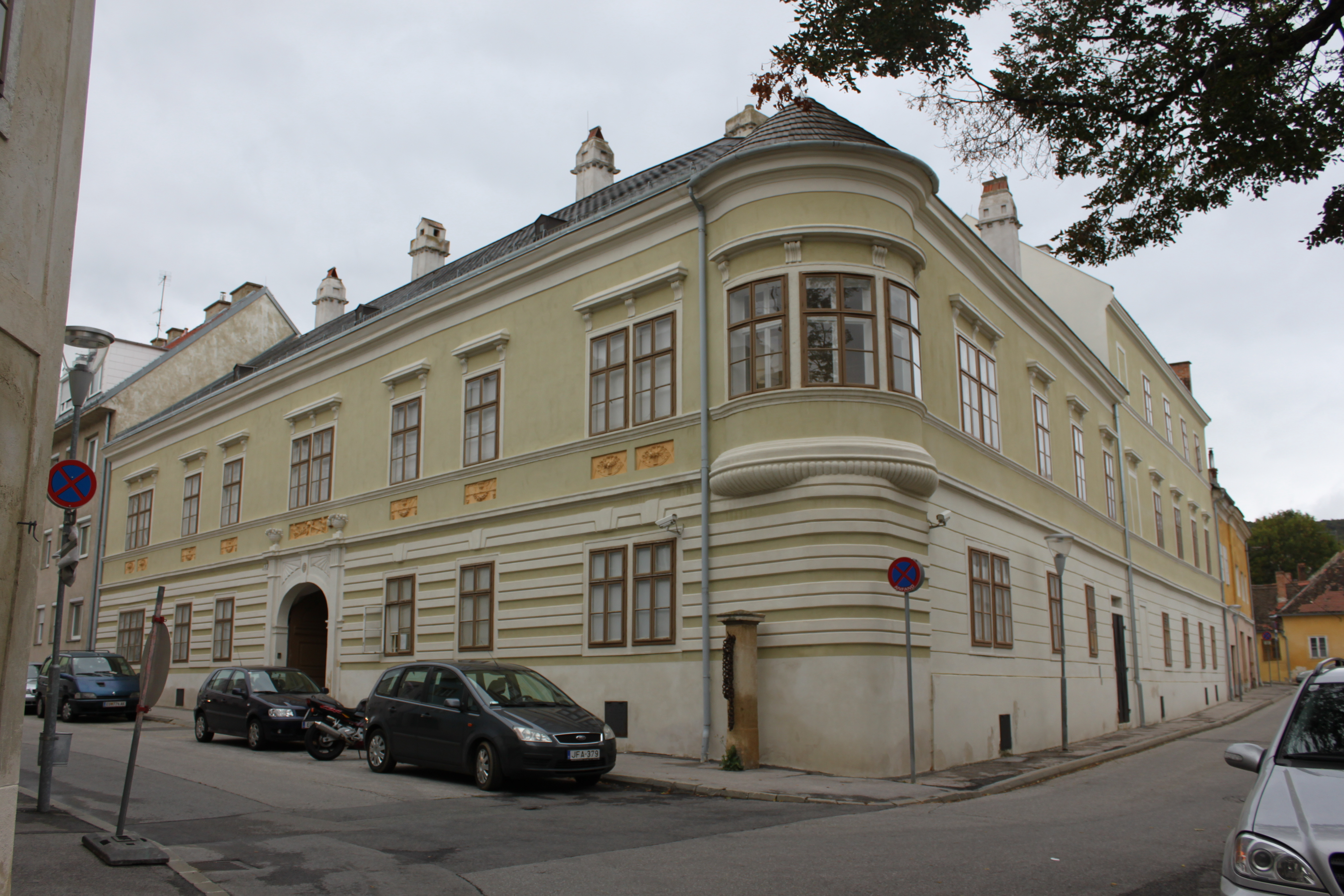
Musée juif d'Eisenstadt.
Eisenstadt en 1873.
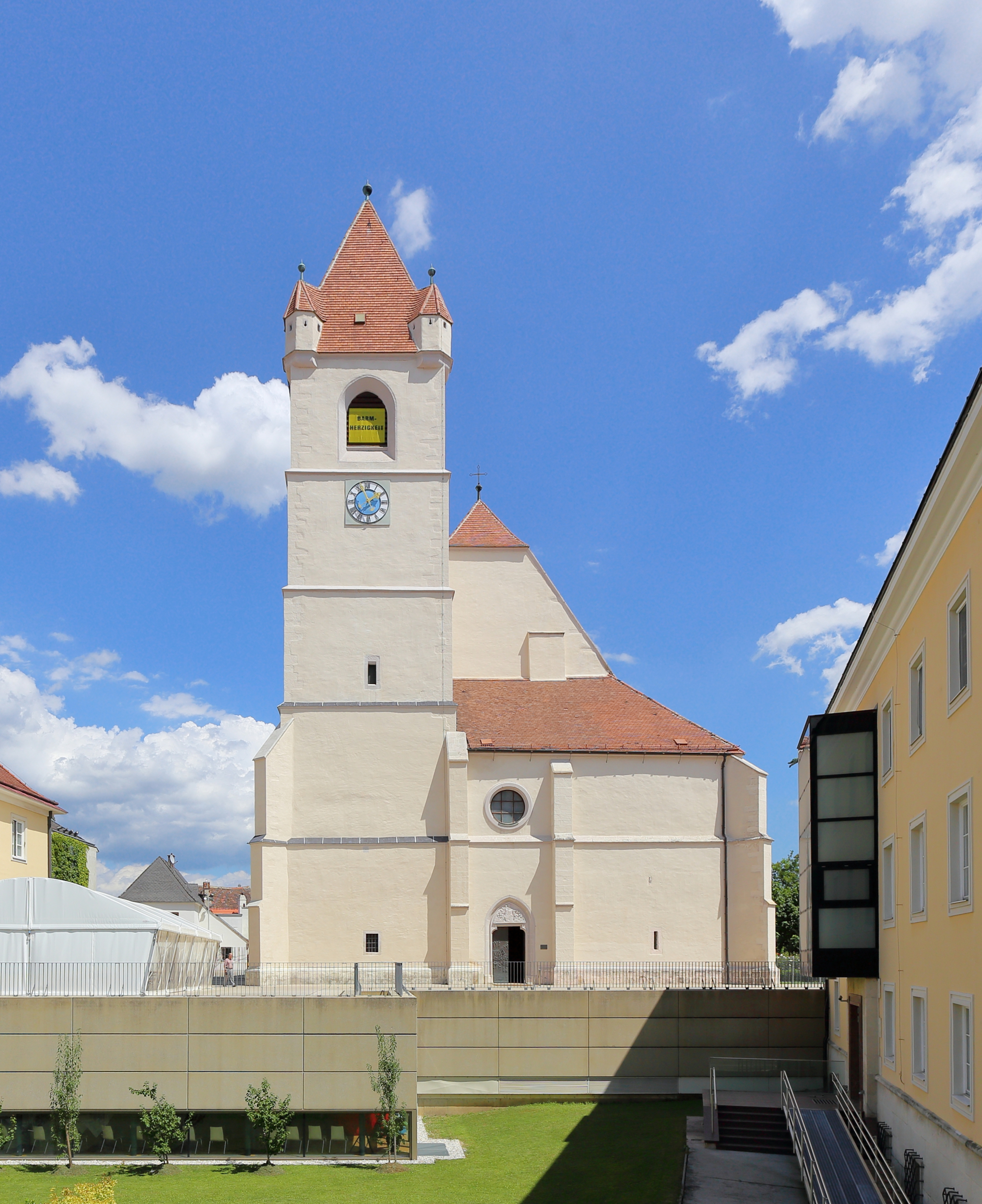
Cathédrale St.Martin.
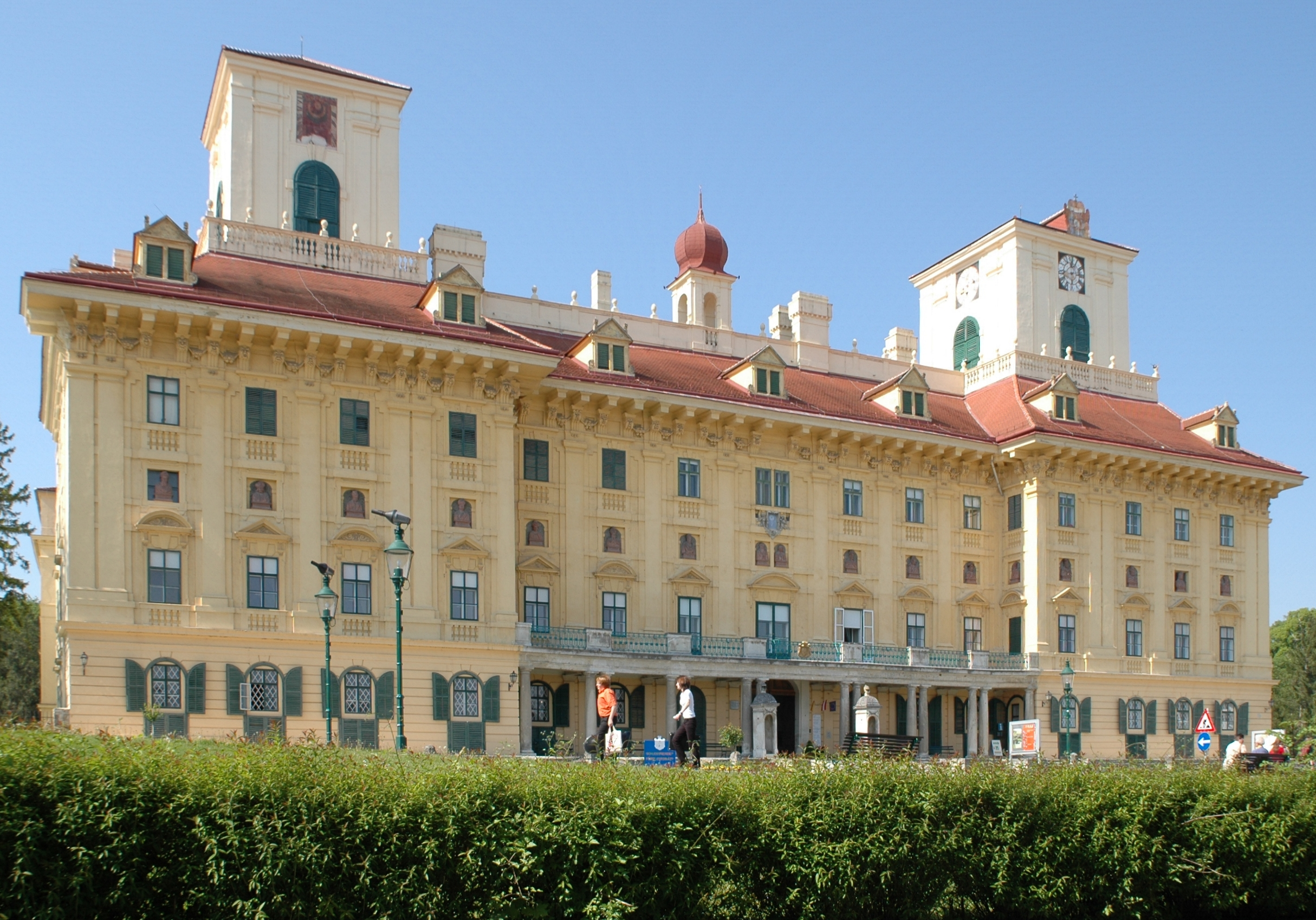
Palais Esterházy.
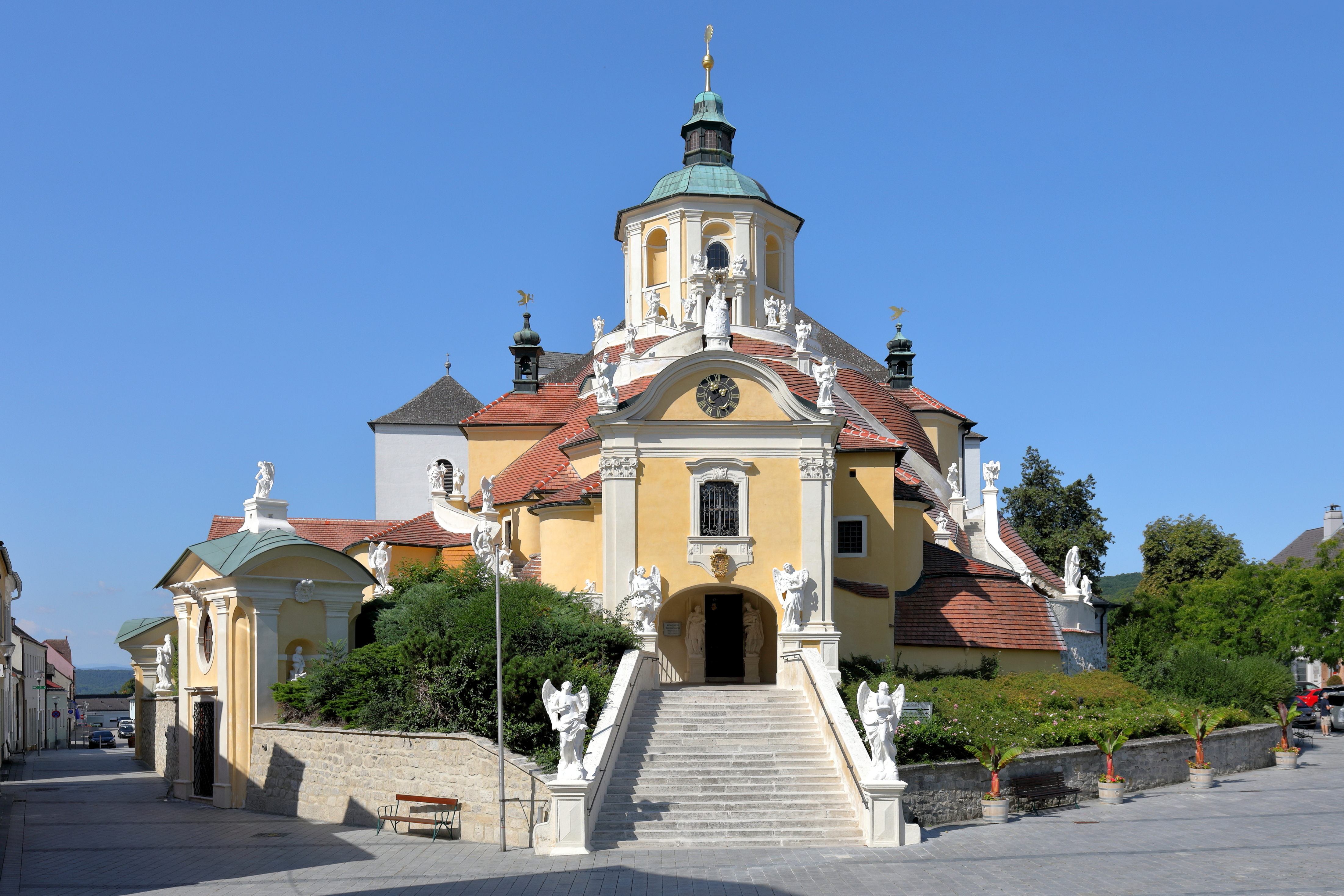
Mont du Calvaire.

## Personnalités liées à la ville
- Samson Wertheimer (1658-1724), banquier, grand-rabbin de Hongrie, rabbin d’Eisenstadt, sa maison à Eisenstadt abrite le musée juif autrichien.
- Joseph Haydn, compositeur, a habité de 1766 à 1778 au château d'Eisenstadt (et à celui de Fertöd) où son patron, la famille des princes d'Esterházy, demeurait. Il est enterré dans l'église du Calvaire d'Eisenstadt.
- Akiva Eiger (8 novembre 1761, Eisenstadt, Autriche-12 octobre 1837) est une des plus grandes autorités talmudiques, décisionnaire et leader du judaïsme européen du début du XIXe siècle.
- Azriel Hildesheimer, appelé également Hildesheimer de Eisenstadt, est un rabbin né le 11 mai 1820 à Halberstadt et mort le 12 juillet 1899 à Berlin en Allemagne.
- Ferenc Farkas de Kisbarnak, général hongrois durant la Seconde Guerre mondiale, y est né en 1892.
- Paul Prets (1919-1996), résistant franco-hongrois, Compagnon de la Libération.
- Samuel Yaffe-Schlesinger, né en 1939 à Eisenstadt, est un rabbin français orthodoxe non-consistorial. Il officie à Strasbourg, dans la synagogue Etz-Haïm qui a succédé à la synagogue de la rue Kageneck[1],[2]. La synagogue Etz-Haïm suit le rite ashkénaze de Francfort.
- Peter Pongratz (1940-), peintre autrichien, y est né.
- Philipp Hosiner, footballeur professionnel, né le 5 mai 1989 à Eisenstadt.
- Matthias Braunöder, footballeur professionnel, né le 27 mars 2002 à Eisenstadt.

## Jumelages
La ville de Eisenstadt est jumelée avec :
- Colmar (France) depuis 1984
- Bad Kissingen (Allemagne)
- Lignano Sabbiadoro (Italie)
- Sanuki (Japon) depuis 1993
- Sopron (Hongrie)